# Staffanstorps Judoklubb
Staffanstorps Judoklubb är en ideell judoklubb i Staffanstorp. Klubben bildades 1977 och har idag (2018) cirka 300 medlemmar i alla åldrar. Klubben har en omfattande barn- och ungdomsverksamhet, med allt från judolekis till handikapp-, breddidrotts- och tävlingsgrupper. Klubben har även träning för vuxna motionärer och kata-träning.
Klubben är mycket aktiv i tävlingssammanhang, framförallt på barn- och ungdomssidan, och har bland annat fått fram över 50 svenska och nordiska mästare.
Under 2018 hade klubben sju medlemmar som är med i svenska judolandslaget (senior eller utvecklingstrupp.)
Staffanstorps judoklubbs grupp för funktionshindrade (Special needs) är också framgångsrik när det gäller tävling med två deltagare truppen för Special Olympics 2019.
Träningen som bedrivs i klubben är öppen för andra klubbars tränande att besöka och delta i.
Klubben har som devis: "”En och en är vi bra, men tillsammans är vi bäst”
Staffanstorps judoklubb arrangerar varje år i november en av Sveriges största judotävlingar "Staffanstorps judogames" med flera internationella deltagare.